# 南亚金毛藓
南亚金毛藓（学名：Oedicladium fragile），又名脆叶金毛藓、脆叶肿枝藓，为金毛藓科金毛藓下的一个种。